# 1204. grenadirski polk (Wehrmacht)
1204. grenadirski polk (izvirno nemško 1204. Grenadier-Regiment; kratica 1204. GR) je bil pehotni polk Heera v času druge svetovne vojne.

## Zgodovina
Polk je bil ustanovljen 26. avgusta 1944 kot sestavni del 581. ljudskogrenadirske divizije; še v času oblikovanja so polk preimenovali v 914. grenadirski polk.